# Żaluzja budowlana zewnętrzna

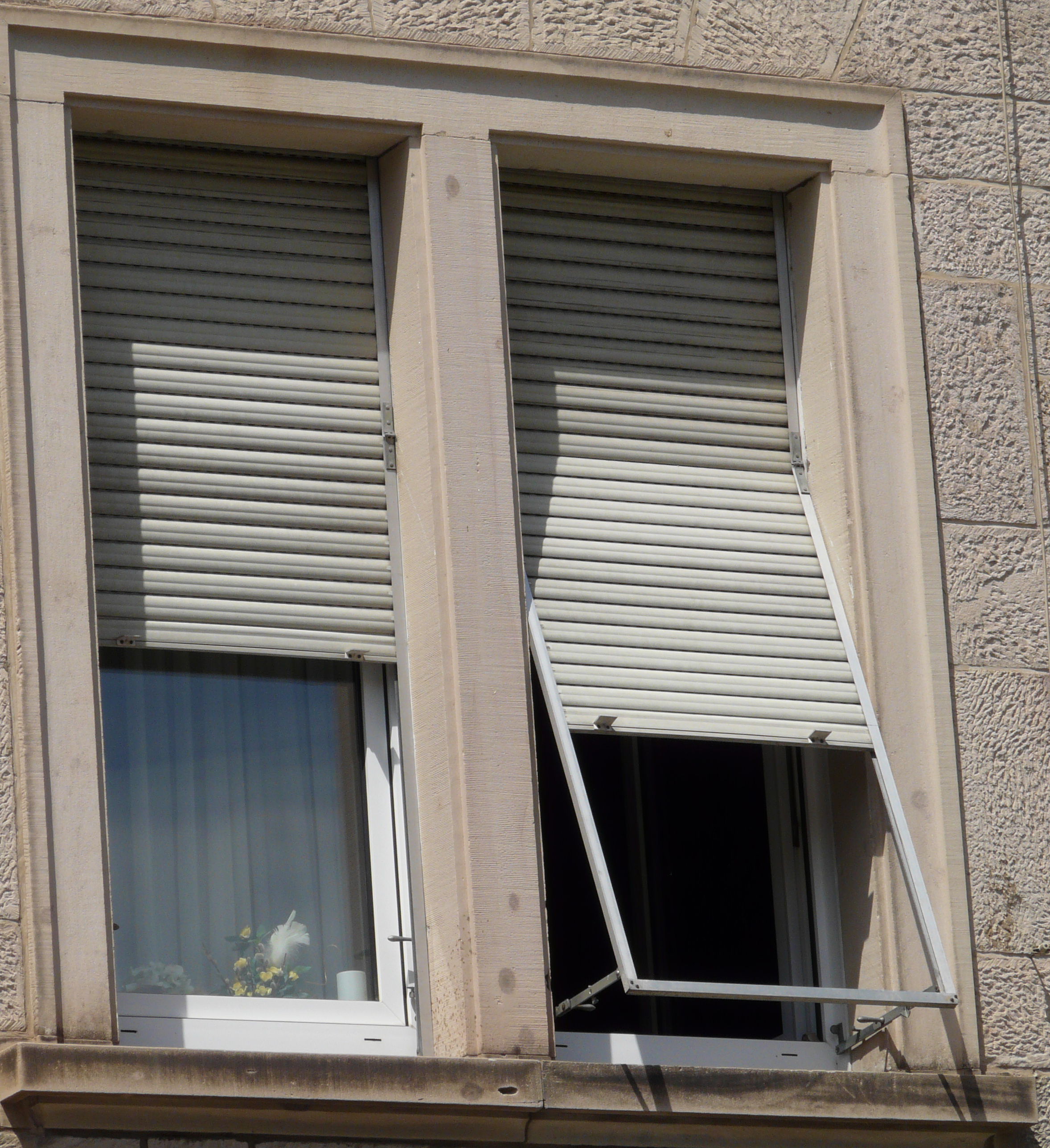

 Żaluzja budowlana zewnętrzna  (roleta zewnętrzna, okiennica zwijana) – osłona przeciwsłoneczna lub przeciwwłamaniowa, montowana na zewnątrz okna, składająca się z wzajemnie połączonych listewek tworzących pancerz (kurtynę). Pancerz rolety wsunięty w prowadnice znajdujące się po bokach otworu budowlanego (np. okna, drzwi) zwijany jest na wał w skrzynkę nad otworem. Listewki pancerza wykonywane są najczęściej z blachy aluminiowej wypełnianej pianką poliuretanową, wielokomorowego PCW, drewna lub stali lakierowanej lub nierdzewnej. Listewki pancerza mogą posiadać podłużne otworki wentylacyjne (w drewnianych – podfrezowania) otwierające się po lekkim podciągnięciu pancerza.
Otwieranie i zamykanie najczęściej odbywa się poprzez pociąganie paska lub sznura napędowego, zwijającego się w zwijacz obok okna. Zwijacz ma za zadanie nawinięcie nadmiaru sznura/pasa po wciągnięciu pancerza. Niekiedy napęd stanowią przekładnie z korbą lub bezkońcowym łańcuchem koralikowym. Coraz częściej napęd stanowią siłowniki elektryczne. Istnieje rozwiązanie, w którym zamykanie i otwieranie odbywa się bezpośrednio poprzez poruszanie pancerza ręką. W tym celu montuje się w wale mechanizm samonawijający. Rzadziej stosuje się napęd na łańcuch bezkońcowy lub zwijacz z przekładnią.
Przestrzeń zwijania stanowić mogą:
- skrzynki aluminiowe lub stalowe usytuowane pod nadprożem po stronie zewnętrznej okna/drzwi,
- skrzynki drewniane lub styropianowe montowane w nadprożu,
- skrzynki z PCW przykręcane do okna i montowane wraz z nim.

Wersje antywłamaniowe posiadają różnego rodzaju blokady zabezpieczające przed podniesieniem pancerza od zewnątrz, pancerz aluminiowy bądź stalowy wypełniany jest żywicą chemoutwardzalną, prowadnice wzmocnione posiadają zabezpieczenie przed wypchnięciem oraz czujniki podłączane są do instalacji alarmowej. W normie ENV 1627:2006 określone są warunki oporności na włamanie, gdzie WK1 (niem. Widerstandklasse) oznacza najniższą, a WK6 najwyższą klasę. Najczęściej montowane rolety zewnętrzne, nawet te z aluminium, nie mieszczą się w żadnej klasie oporności antywłamaniowej.

## Użytkowanie żaluzji zewnętrznej zimą
Podczas okresu zimowego żaluzje budowlane narażone są na wyjątkowe czynniki wpływające na ich funkcjonowanie. Podczas uchylania okna przy niskich temperaturach cieplejsze powietrze z domu zderza się z zimnym powietrzem z zewnątrz - tworząc parę wodną, która może zamarznąć na pancerzu, bądź na zwoju pancerza. W takim przypadku nie należy podnosić rolety na siłę - narazi ją to na uszkodzenia mechaniczne.